# Upsilon Andromedae
Upsilon Andromedae is een dubbelster, ongeveer 44 lichtjaar van ons vandaan in het sterrenbeeld Andromeda. De grootste ster, Upsilon Andromedae A, is een gele dwerg en jonger dan de Zon. De tweede (Upsilon Andromedae B) is een rode dwerg. 
Er zijn drie exoplaneten ontdekt die allemaal om Upsilon Andromedae A draaien. Alle vier de planeten zijn gasreuzen met een massa vergelijkbaar met die van Jupiter. Upsilon Andromedae was de eerste hoofdreeksster waarbij meer dan één exoplaneet ontdekt is. Ook is de eerste dubbelster waarbij meer dan een exoplaneet ontdekt is.

## Afstand en zichtbaarheid
Upsilon Andromedae ligt redelijk dicht bij ons, op slechts 44 lichtjaar. De ster Upsilon Andromedae A heeft een schijnbare magnitude van +4,09, waardoor hij zichtbaar is met het blote oog. De andere ster is alleen zichtbaar met een telescoop.

## Kenmerken
Upsilon Andromedae A is een gele dwerg met een spectraalklasse van F8V. De ster is iets feller en iets zwaarder dan de Zon. Ook is de ster met 3,1 miljard jaar jonger. 
Upsilon Andromedae B is een rode dwerg met een spectraalklasse van M4.5V. Deze ster is veel zwakker dan onze Zon. Ook is de ster veel minder zwaar. De ster draait om de grotere ster heen met een gemiddelde afstand van 750 AE.

## Planetenstelsel

Als een exoplaneet om zijn ster draait, dan schommelt de ster een beetje. Deze schommelingen worden gedetecteerd en op die manier worden exoplaneten gevonden.

De binnenste planeet van Upsilon Andromedae A werd ontdekt in 1996 en, samen met de planeten Tau Boötis b en 55 Cancri b, bekendgemaakt in januari 1997. De planeet werd ontdekt door Geoffrey Marcy en R. Paul Butler. Zij zijn beiden astronomen aan de San Francisco State University. De planeet, Upsilon Andromedae b, werd ontdekt aan de hand van kleine schommelingen van de ster die veroorzaakt werden door de zwaartekracht van de planeet. 
In 1999 werden nog twee planeten gevonden die om Upsilon Andromedae A draaien: Upsilon Andromedae c en Upsilon Andromedae d. Beide planeten hebben een excentrische baan. 
De inclinaties van de planeten verschillen heel veel van elkaar. In het zonnestelsel draaien alle planeten met ongeveer dezelfde inclinatie om de Zon heen. Dit is niet het geval bij Upsilon Andromedae. De excentriciteit van de planeten c en d is mogelijk veroorzaakt doordat een vierde planeet dicht bij Upsilon Andromedae d kwam. Hierdoor werd deze vierde planeet uit het zonnestelsel geworpen en werd de baan van Upsilon Andromedae d sterk veranderd. 
In 2010 werd mogelijk nog een vierde planeet ontdekt, Upsilon Andromedae e. Maar het bestaan van deze planeet werd niet bevestigd. 